# Balázs Déri
Balázs Déri (Orgovány, Bács-Kiskun, Hongria, 4 d'agost de 1954) és un poeta, traductor, filòleg i musicòleg hongarès.
Del 1972 al 1981 va cursar estudis de filologia llatina, iraniana, grega, hongaresa, copta i catalana (per aquest ordre) a la Universitat Eötvös Loránd de Budapest, i entre el 1991 i el 1995 de musicologia a l'Acadèmia de Música Ferenc Liszt. Doctorat en Filosofia des del 1998, obtingué l'habilitació el 2003. Ha estat editor del Lexicon Latinitatis Medii Aevi Hungariae del Grup Acadèmic de Recerca d'Estudis Clàssics, professor de grec i de llatí a la facultat de Teologia de la Universitat Károli Gáspár de l'Església Reformada, i des del 1997 ha exercit càrrecs docents i directius en diversos departaments (Llengua i Literatura Nord-americanes, Institut d'Estudis Clàssics, Facultat d'Arts, Centre d'Estudis Religiosos) de la Universitat Eötvös Loránd. Manté un grup coral i un programa de ràdio sobre temes musicals, i dirigeix la revista Magyar Egyházzene (Música sacra hongaresa).
Com a catalanòfil, és un dels primers deixebles de Kálmán Faluba, l'introductor dels estudis catalans a Hongria. El 2002 participà, junt amb György Jánosházy, en el IX Seminari de Traducció Poètica de Farrera, on un grup d'escriptors catalans va traduir una selecció de poemes d'ambdós autors. Per la seva part, ha traduït al català diverses obres d'autors hongaresos, i a l'hongarès obres de Ramon Llull i d'Ausiàs March, a més d'una antologia bilingüe de poetes catalans del segle xx.

## Obres

### Poesia
- Az utolsó sziget. Versek 2000-ből (L'última illa. Poemes del 2000 ençà), 2001. ISBN 9789634461876
- Kézírás (Escrit a mà), 2004. ISBN 9634463010
- Rétegek (Làmines), 2010. ISBN 9789634465744

### Traduccions del català a l'hongarès
- Ramon Llull, A szerelmes és a Szeretett könyve (Llibre d'Amic i Amat), 1994
- Ramon Llull, A szeretet filozófiájának fája (L'arbre de filosofia d'amor), 1994.
- Ész és mámor, XX. Századi katalán költők (Raó i follia, poetes catalans del segle xx),Íbisz, Budapest, 1997. ISBN 9638557540
- Ausiàs March, Versek (Poemes), Íbisz, 1999.
- Modern katalán színház (Teatre català modern), en col·laboració amb Montserrat Bayà i Kálmán Faluba (2 vol.), Íbisz, 2001 i 2002.

### Traduccions de l'hongarès al català
- Georg Büchner, Imre Madách, Teatre, traducció de La tragèdia de l'home (Az ember tragédiája), en col·laboració amb Jordi Parramon. Edicions 62, Barcelona, 1987.
- János Pilinzsky, Estelles (Szálkák), Ed. 62, 1988
- Péter Pázmány, Cinc belles cartes (Öt szép levelét), en col·laboració amb Montserrat Bayà

### Altres
- A részek és az egész. Prudentius Cathemerinon című himnuszciklusának szerkezete (Les parts i el tot. L'estructura del cicle Cathemerinon de Prudenci). Apollo Könyvtár 22, Argumentum Kiadó, Budapest, 2001. (monografia)
- Újszövetségi görög nyelvkönyv (Llibre de text per al grec del Nou Testament), en col·laboració amb Gergely Hanula. Argumentum Kiadó, Budapest, 2000, 2008.

## Obra traduïda al català
- György Jánosházy, Balázs Déri, Amb el crepuscle ha arribat la tardor (Seminari de Traducció Poètica de Farrera, IX). Barcelona: Institució de les Lletres Catalanes, Emboscall, 2006. ISBN 9788496443969

## Premis
- Premi Sándor Lenart de la Societat Hongaresa d'Estudis Clàssics (1999)
- Premi a la Qualitat de la Ràdio Hongaresa (1999)
- Premi del Ministeri de Cultural hongarès en la modalitat de poesia (2004)
- Premi Ürmenyi József de la Facultat de Filosofia de la Universitat Eötvös-Loránd (2012)
- Creu de cavaller de l'Orde del Mèrit d'Hongria (2016)